# Espagne au Concours Eurovision de la chanson 1980
L'Espagne a participé au Concours Eurovision de la chanson 1980 le 19 avril à La Haye, aux Pays-Bas. C'est la 20e participation espagnole au Concours Eurovision de la chanson.
Le pays est représenté par le groupe Trigo Limpio et la chanson Quédate esta noche (en), sélectionnés en interne par la TVE.

## Sélection interne
Le radiodiffuseur espagnol, la Televisión Española (TVE), choisit en interne l'artiste et la chanson représentant l'Espagne au Concours Eurovision de la chanson 1980.
| Ordre | Artiste      | Chanson                 | Langue   | Traduction       |
| ----- | ------------ | ----------------------- | -------- | ---------------- |
| 1     | Trigo Limpio | Quédate esta noche (en) | Espagnol | Reste cette nuit |

Lors de cette sélection, c'est la chanson Quédate esta noche, interprétée par Trigo Limpio, qui fut choisie. Le chef d'orchestre sélectionné pour l'Espagne à l'Eurovision 1980 est Javier Iturralde. 

## À l'Eurovision

### Points attribués par l'Espagne
| 12 points | Allemagne   |
| 10 points | Italie      |
| 8 points  | Royaume-Uni |
| 7 points  | Irlande     |
| 6 points  | France      |
| 5 points  | Pays-Bas    |
| 4 points  | Autriche    |
| 3 points  | Luxembourg  |
| 2 points  | Suisse      |
| 1 point   | Suède       |

### Points attribués à l'Espagne
| 12 points | 10 points  | 8 points | 7 points   | 6 points              |
| --------- | ---------- | -------- | ---------- | --------------------- |
|           |            | - Grèce  | - Turquie  | - Italie - Luxembourg |
| 5 points  | 4 points   | 3 points | 2 points   | 1 point               |
| - Maroc   | - Autriche |          | - Portugal |                       |

Trigo Limpio interprète Quédate esta noche en 18e position lors de la soirée du concours, suivant le pays qui remportera par la suite le concours l'Irlande et précédant la Belgique.
Au terme du vote final, l'Espagne termine 12e sur 19 pays participants, ayant reçu 38 points au total,.